# Astrid Lindgren Világa
Az Astrid Lindgren Világa 1981-ben létrehozott szórakoztató park  Vimmerbyben (Svédország), Astrid Lindgren szülővárosában. 130 000 m2-nyi területen vonulnak fel az írónő könyveinek szereplői. A történetek megelevenedő díszletein, a naponta előadott zenés-táncos jeleneteken kívül szálláshelyek, kávézók, éttermek várják a látogatókat. Csak nyáron tartott nyitva (2013. május–augusztus).

## Fordítás
- Ez a szócikk részben vagy egészben a Astrid Lindgren's World című angol Wikipédia-szócikk ezen változatának fordításán alapul.  Az eredeti cikk szerkesztőit annak laptörténete sorolja fel. Ez a jelzés csupán a megfogalmazás eredetét és a szerzői jogokat jelzi, nem szolgál a cikkben szereplő információk forrásmegjelöléseként.